# Otto Loos (Zahnmediziner)
Otto Loos (* 16. Februar 1871 in Neuenbürg; † 1. April 1936 in Schönberg (Seelbach)) war ein deutscher Zahnmediziner und Hochschullehrer.

## Leben
Nach dem Abitur am Karl-Gymnasium in Stuttgart absolvierte Otto Loos ein medizinisches Studium an der Universität Berlin und an der Kaiser Wilhelm-Akademie für das militärärztliche Bildungswesen. 1891 wurde er im Pépinière-Corps Suevo-Borussia aktiv. 1896 approbiert, begann er die Laufbahn eines Sanitätsoffiziers und stieg zunächst bis zum Regimentsarzt des 2. Ober-Elsässischen Feldartillerie-Regiments Nr. 51 der 30. Division (Deutsches Kaiserreich) in Straßburg auf. Er erhielt 1906 die Approbation als Zahnarzt und errichtete die erste zahnärztliche Militärabteilung in Straßburg. 1909 habilitierte er sich an der Kaiser-Wilhelms-Universität für Zahnheilkunde. 1914 erhielt er einen Ruf an die Johann Wolfgang Goethe-Universität Frankfurt am Main. Von 1914 bis 1915 war er Chefarzt des Feldlazaretts 3 des XV. Armee-Korps. Anschließend übernahm er die Leitung des zahnärztlichen Universitätsinstituts Carolinum und deren Chirurgischen Abteilung in Frankfurt sowie des Lazaretts für Kieferverletzte in Frankfurt. Zuletzt hatte er den Dienstgrad eines Generaloberarztes.
1919 wurde Loos zum außerordentlichen und 1920 zum ordentlichen Professor der Zahnheilkunde der Universität Frankfurt berufen. 1924 wurde er zum Vorsitzenden des Frankfurter Zahnärztlichen Vereins gewählt. 1926 übernahm er den Vorsitz der Arbeitsgemeinschaft für Paradentose (ARPA) und 1928 der Deutschen Gesellschaft für dentale Anatomie und Pathologie. Als Mitarbeiter war Loos am Lexikon der gesamten Therapie beteiligt. 1931 erfolgte seine Wahl zum Vorsitzenden der zahnärztlichen Dozentenvereinigung. Im März 1933 wurde er zum Reichsdozentenführer ernannt. Bereits vorher war seine „militante und offensiv antidemokratische Einstellung“ bekannt. 1933 trat er der Einheitsfront der Zahnärzte bei, um sich dem nationalsozialistischen „Führerprinzip“ zu verpflichten, einem fundamentalen Prinzip des Faschismus der Zwischenkriegszeit und seiner Führerparteien. Als Reichsdozentenführer erarbeitete er einen Entwurf einer Studienreform und neuen Prüfungsordnung, die laut eigener Aussage „Zucht und Ordnung des SA-Dienstes auf das Studium“ übertragen sollte.
Am 31. März 1936 wurde er emeritiert. Die Schwerpunkte seiner wissenschaftlichen Arbeiten waren zahnärztliche Chirurgie, Röntgenologie sowie Parodontose.

## Otto-Loos-Preis
Die Landeszahnärztekammer Hessen verlieh seit 1967 den Otto-Loos-Preis und die Otto-Loos-Medaille und stellte ihn 1989 wegen seiner NS-Vergangenheit ein.

## Auszeichnungen
- Eisernes Kreuz II. Klasse
- Rote Kreuz-Medaille (Preußen) 3. und 2. Klasse
- China-Denkmünze
- Karl-Olga-Medaille
- Ernennung zum Ehrenpräsidenten der internationalen Paradontosevereinigung ARPA internationale
- Der Landeszahnärztekammer Hessen verlieh von 1967 bis 1989 den Otto-Loos-Preis und die Otto-Loos-Medaille.[6]

## Schriften
- Der Hypnotismus und die Suggestion in gerichtlich-medicinischer Beleuchtung. C. Vogt, Berlin 1894 (Dissertation, Universität Berlin, 1894).
- mit Ernst Jessen, Schlaeger: Zahnhygiene in Schule und Heer. Heitz, Straßburg 1904.
- Über die Ursachen des sogenannten Längerwerdens der Zähne bei fehlenden Antagonisten: Eine histologische Studie. Heitz, Straßburg 1909.
- Umschau und Ausschau über das zahnärztliche Unterrichtswesen. Meusser, Berlin 1928.
- mit Gerhard Gabriel: Die Röntgendiagnostik und -therapie in der Zahnheilkunde. Thieme, Leipzig 1931.